# Дионисий (Хадживасилиу)
Митрополит Дионисий (греч. Μητροπολίτης Διονύσιος, в миру Иоа́ннис Хадживасили́у, греч. Ιωάννης Χατζηβασιλείου; 1929, Александрия, Египет — 30 августа 2012, Греция) — епископ Александрийской православной церкви, митрополит Леонтопольский, ипертим и экзарх Второй Августамники и Красного моря.

## Биография
В 26 марта 1950 года в Александрийском Патриаршем храме святого Саввы епископом Мареотидским Афанасием (Страпиэносом) был рукоположён во диакона.
С 1951 года обучался в Халкинской богословской школе.
28 ноября 1954 года в храме Святой Троицы при Богословской школе на острове Халки митрополитом Иконийским Иаковом (Стефанидисом) рукоположён во пресвитера.
В 1955 году окончил Богословскую школу на острове Халки. В 1955—1961 годы продолжал образование в Париже и Женеве до 1961 года.
В 1959—1968 годы — главный секретарь Патриархии Александрийской Православной Церкви.
24 ноября 1968 года по предложению Патриарха Александрийского Николая VI избран титулярным епископом Гелиопольским, викарием Папы и Патриарха Александрийского и всей Африки, а также избран патриаршим представителем в Каире.
15 июня 1974 года — митрополит Мемфисский.
С 26 апреля 1988 года — митрополит Нубийский.
С 12 марта 1997 годы — митрополит Леонтопольский, ипертим и экзарх Второй Августамники и Красного моря.
24 октября 2004 года на интронизации Папы Патриарха Феодора II вручил ему пастырский жезл и произнёс слово от лица иерархов Александрийской Церкви.
27 октября 2004 года Патриархом Феодором II удостоен звания старца-митрополита, главного эпитропа Патриарха Александрийского, главного редактора официального органа Александрийского Патриархата «Пантен».
С 2010 года — почётный главный патриарший эпитроп (Γενικό Πατριαρχικό Επίτροπο).
За время служения в Египте и Судане, преподавал в средних школах и лицеях, а также в Высшем училище туризма в Каире. Владел греческим, английским, французским, русским и арабским языками. Представлял Александрийский Патриархат на различных конгрессах и религиозных диалогах.
Скончался 30 августа 2012 года. Отпевание состоялось 1 сентябрю в 11 утра в Церкви святого Афанасия Кифелиса в Афинах, являющейся подворьем Александрийского Патриархата.